# W. P. Schmitz-Stiftung

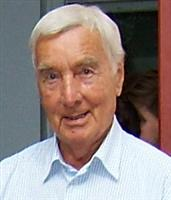
Werner Peter Schmitz-Hille

Die W. P. Schmitz-Stiftung ist eine gemeinnützige deutsche Stiftung zur Förderung der Entwicklungshilfe mit Sitz in Düsseldorf.

## Geschichte
Die Stiftung  wurde 1985 von Werner Peter Schmitz-Hille († 24. Dezember 2008) in Düsseldorf, dem Sitz des früheren Familienunternehmens „Walzmaschinen-Fabrik August Schmitz“, gegründet. Er brachte zunächst 100.000 Euro in die Stiftung ein. Werner Peter Schmitz-Hille erlebte zu seinen Lebzeiten auf vielen seiner Auslandsreisen Not und Armut großer Bevölkerungsteile in den so genannten Entwicklungsländern. Dies veranlasste ihn, nennenswerte Teile seines Privatvermögens in die Stiftung einzubringen. Als Schweizer Staatsbürger gründete er im Jahr 1996 eine weitere Stiftung, die Schmitz-Hille-Stiftung mit Sitz in seinem Schweizer Wohnort Thun. Beide Stiftungen fördern weltweit Projekte zur Armutsminderung.

## Organisationsstruktur
Organe sind das Kuratorium und ein ehrenamtlicher Vorstand. Die laufenden Geschäfte werden durch die hauptamtlichen Geschäftsführer sowie weitere festangestellte Mitarbeiter geführt. Im Jahre 2017 bewilligte die Stiftung Projektzuschüsse in Höhe von 2,4 Millionen Euro.

## Projekte
Die Stiftung fördert jährlich rund 100 Projekte verschiedener Größenordnung. Selbsthilfe- und bedarfsorientierte Kleinprojekte sollen zu einer dauerhaften Verbesserung der Lebens- und Einkommenssituation armer und benachteiligter Bevölkerungsgruppen unmittelbar beitragen. Der Schwerpunkt der Tätigkeit liegt in ausgewählten Ländern Asiens und Südamerikas.
Förderschwerpunkte der Stiftungstätigkeit sind:
- Grundbildung und berufliche Ausbildung von Kindern und Jugendlichen
- Landwirtschaft und Ernährungssicherung
- Erwerbsförderung und Kleingewerbeförderung inkl. Kleinkreditvergabe
- Ländliche Entwicklung und Gemeinwesenentwicklung
- Gesundheit und Ernährungssicherung

## Zusammenarbeit
Größere Vorhaben werden mit finanzieller Unterstützung des Bundesministerium für wirtschaftliche Zusammenarbeit und Entwicklung durchgeführt. In vielen Partnerländern arbeitete die Stiftung mit dem Deutschen Entwicklungsdienst zusammen und arbeitet weiterhin mit anderen deutschen Nichtregierungsorganisationen zusammen. Die Stiftung ist Mitglied im Verband Entwicklungspolitik und Humanitäre Hilfe deutscher Nichtregierungsorganisationen (VENRO).